# 陶瓷材料

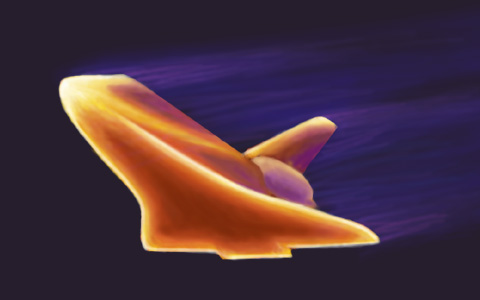
太空梭陶瓷外殼是材料工程的產物，可以承受回返大氣層時1500度的高溫。

陶瓷材料是经过成形、烧结制成的一类无机非金属晶体材料，主要分为传统陶瓷材料和新型陶瓷材料。
傳統上，陶瓷可分為陶與瓷。陶土的原料含鐵量與礦物雜質較多，且燒製溫度較低；瓷的原料純淨度較高，燒製溫度也較高。燒製陶大多成土色，而瓷則成半透明。瓷不管在絕緣性還是強度都勝於陶。

## 陶瓷材料的结合键
陶瓷材料组成相的结合键为离子键、共价键以及离子键和共价键的混合键。

## 传统陶瓷材料
传统陶瓷材料常见的陶瓷材料原料有粘土、氧化铝、高岭土等。陶瓷材料一般硬度较高，但可塑性较差。在歷史的演變中，陶瓷器的製作技巧成為各個國家的重要科技發展，除了在餐具、裝飾的使用上，在科學、技術的發展上亦扮演重要角色。

### 制造工艺
陶瓷原料是地球原有的大量資源黏土經過萃取而成。粘土的性質具韌性：常溫遇水可塑，微乾可雕，全乾可磨；燒至700度可成陶能裝水；燒至1230度則瓷化，可完全不吸水且耐高溫耐腐蚀。其用法之彈性，在今日文化科技中尚有各種創意的應用。

## 新型陶瓷材料
新型陶瓷材料是比传统陶瓷更加优异的新一代陶瓷材料。主要以高纯、超细人工合成的无机化合物为原料，采用精密控制工艺烧结而制成。其成分主要为氧化物、氮化物、硼化物和碳化物等。

## 陶瓷材料種類
1. 特种陶瓷材料
  1. 功能陶瓷
    1. 电子陶瓷
      1. 半导体陶瓷
      2. 导电陶瓷
        1. 离子导体

      3. 陶瓷超导体
        1. 高温超导陶瓷
        2. 重要材料
          1. YBCO

      4. 介电陶瓷
        1. 压电陶瓷
        2. 热释电陶瓷
        3. 铁电陶瓷
          1. 铁电薄膜

        4. 重要材料
          1. BST
          2. PZT
          3. SBT and BiT

    2. 气敏陶瓷

  2. 结构陶瓷
    1. 玻璃陶瓷
    2. 氮化物陶瓷
    3. 氮化硅陶瓷
    4. 氧化铝陶瓷
    5. 高韧性陶瓷
    6. 透明陶瓷

  3. 生物陶瓷
    1. 惰性生物陶瓷
    2. 表面活性生物陶瓷
    3. 可吸收生物陶瓷
2. 玻璃
3. 水泥
4. 化工陶瓷
  1. 陶瓷填料
    1. 陶瓷矩鞍环填料
    2. 陶瓷鲍尔环填料
    3. 陶瓷拉西环填料
    4. 陶瓷阶梯环填料
    5. 陶瓷异鞍环填料
    6. 陶瓷马鞍环填料